# 卢氏新园蛛
卢氏新园蛛（学名：Neoscona rumpfi）为园蛛科新园蛛属的动物。分布于印度以及中国大陆的西藏等地，多栖息于农田、林间灌木及杂草丛。该物种的模式产地在印度。